# Valentin Petic
Valentin Petic (n. 18 decembrie 1999, Milești, raionul Nisporeni, Republica Moldova) este un luptător de stil greco-roman din Republica Moldova.

## Carieră
La vârsta de 16 ani sportivul a cucerit medalia de aur la Campionatul Mondial de Cadeți din 2016. În anul 2019 a obținut medalia de bronz la Mondialele de Juniori și la Mondialele de Tineret.
În 2024 el s-a calificat la Jocurile Olimpice după ce a câștigat competiția de calificare, organizată în Turcia. La Paris a ocupat locul șapte la categoria de 67 kg după ce a reușit să ajungă în sferturi.
Valentin Petic a luptat în Bundesliga, Germania, pentru Germania Weingarten, cu care a câștigat titlul național din 2020, și pentru RKG Freiburg.